# Jens Lehmann (ciclista)
Jens Lehmann (Stolberg, 19 dicembre 1967) è un politico, ex pistard e ciclista su strada tedesco.

## Carriera
Attivo come ciclista dilettante fino al 1992, e come professionista dal 1993, si distinse nella specialità dell'inseguimento su pista, vincendo quattro medaglie olimpiche, due a Barcellona 1992 (oro a squadre e argento individuale) e due a Sydney 2000 (oro a squadre e argento individuale). Si aggiudicò anche quattro titoli mondiali di inseguimento a squadre (1991, 1994, 1999 e 2000) e due di inseguimento individuale, uno come dilettante (1991) e uno, dopo l'unificazione delle categorie, nella gara Open (2000).

## Dopo il ritiro
Dal 2004, anno della sua elezione al consiglio comunale di Lipsia, è attivo in politica tra le file della CDU. Il 24 settembre 2017 viene eletto al Bundestag tedesco come membro del gruppo CDU/CSU.

## Palmarès

### Pista
- 1991

Campionati del mondo, Inseguimento individuale dilettanti
Campionati del mondo, Inseguimento a squadre (con Michael Glöckner, Stefan Steinweg e Andreas Walzer)
- 1992

Giochi olimpici, Inseguimento a squadre (con Guido Fulst, Michael Glöckner, Stefan Steinweg e Andreas Walzer)
- 1993

Campionati tedeschi, Inseguimento individuale
- 1994

Campionati del mondo, Inseguimento a squadre (con Andreas Bach, Guido Fulst e Danilo Hondo)
- 1995

Campionati tedeschi, Inseguimento individuale
- 1997

Campionati tedeschi, Inseguimento individuale
- 1998

4ª prova Coppa del mondo, Inseguimento individuale (Hyères)
Campionati tedeschi, Inseguimento individuale
- 1999

4ª prova Coppa del mondo, Inseguimento individuale (Fiorenzuola d'Arda)
Campionati tedeschi, Inseguimento individuale
Campionati tedeschi, Inseguimento a squadre (con Christian Bach, Daniel Becke e Sebastian Siedler)
Campionati del mondo, Inseguimento a squadre (con Robert Bartko, Daniel Becke e Guido Fulst)
- 2000

1ª prova Coppa del mondo, Inseguimento individuale (Mosca)
Campionati tedeschi, Inseguimento individuale
Giochi olimpici, Inseguimento a squadre (con Robert Bartko, Daniel Becke e Guido Fulst)
Campionati del mondo, Inseguimento individuale
Campionati del mondo, Inseguimento a squadre (con Daniel Becke, Guido Fulst e Sebastian Siedler)
- 2001

2ª prova Coppa del mondo, Inseguimento individuale (Stettino)
2ª prova Coppa del mondo, Inseguimento a squadre (Stettino, con Christian Bach, Andreas Müller e Sébastian Siedler)
Campionati tedeschi, Inseguimento individuale
Campionati tedeschi, Inseguimento a squadre (con Christian Bach, Christian Müller e Sebastian Siedler)
- 2002

3ª prova Coppa del mondo, Inseguimento individuale (Mosca)
Campionati tedeschi, Inseguimento a squadre (con Thomas Fothen, Sebastian Siedler e Moritz Veit)
- 2003

Campionati tedeschi, Inseguimento a squadre (con Christian Bach, Daniel Schlegel e Sebastian Siedler)
- 2004

Campionati tedeschi, Inseguimento individuale
Campionati tedeschi, Inseguimento a squadre (con Christian Bach, Sascha Damrow e Tony Martin)

### Strada
- 1994

Campionati tedeschi, Prova a cronometro
Grand Prix Telekom (cronocoppie, con Tony Rominger)
- 2000

Prologo Sachsen-Tour (cronometro)
- 2001

5ª tappa Hessen-Rundfahrt

## Piazzamenti

### Olimpiadi
- 4 medaglie:
  - 2 ori (Barcellona 1992 nell'inseguimento a squadre; Sydney 2000 nell'inseguimento a squadre)
  - 2 argenti (Barcellona 1992 nell'inseguimento individuale; Sydney 2000 nell'inseguimento individuale)